# 鄂齐尔 (领侍卫内大臣)
鄂齐尔（穆麟德轉寫：ocir；？—1657年），清朝科尔沁蒙古兀鲁特部人，明安之孙，昂洪的儿子，博尔济吉特氏。
天聪七年（1633年），父亲去世，袭三等副将。次年，改为三等梅勒章京。顺治年间，三次晋升，因罪降职定为二等梅勒章京。后升为内大臣，管銮仪卫事。授领侍卫内大臣。去世后，谥号勤恪。乾隆初年，定爵一等男。